# Ivan Bašić
Ivan Bašić (Imotski, 30 de abril de 2002) es un futbolista croata, nacionalizado bosnio que juega en la demarcación de centrocampista para el FC Astana de la Liga Premier de Kazajistán.

## Selección nacional
Hizo su debut con la selección de fútbol de Bosnia y Herzegovina el 19 de noviembre de 2023 en un partido de clasificación para la Eurocopa 2024 contra Eslovaquia que finalizó con un resultado de 1-2 tras los goles de Róbert Boženík y Ľubomír Šatka para Eslovaquia, y un autogol de Patrik Hrošovský para Bosnia y Herzegovina.

## Clubes
| Club                | País                 | Año       | Partidos | Goles |
| ------------------- | -------------------- | --------- | -------- | ----- |
| HŠK Zrinjski Mostar | Bosnia y Herzegovina | 2020-2022 | 46       | 7     |
| FC Orenburg         | Rusia                | 2022-2025 | 86       | 4     |
| FC Astana           | Kazajistán           | 2025-     | 1        | 0     |

## Palmarés

### Títulos nacionales
| Título                               | Club                | País                 | Año  |
| ------------------------------------ | ------------------- | -------------------- | ---- |
| Liga Premier de Bosnia y Herzegovina | HŠK Zrinjski Mostar | Bosnia y Herzegovina | 2022 |